# Смолево (Болгария)
Смолево (болг. Смолево) — село в Благоевградской области Болгарии. Входит в состав общины Якоруда. Находится примерно в 8 км к востоку от центра города Якоруда и примерно в 55 км к востоку от центра города Благоевград. По данным переписи населения 2011 года, в селе  проживало 552 человека.

## Население
| Год     | 1956 | 1965 | 1975 | 1985 | 1992 | 2001 | 2011 |
| ------- | ---- | ---- | ---- | ---- | ---- | ---- | ---- |
| Жителей | 667  | 751  | 680  | 622  | 606  | 578  | 552  |

| Национальность | Человек | Процент |
| -------------- | ------- | ------- |
| болгары        | 11      | 2,25%   |
| турки          | 472     | 96,72%  |
| другие         | 5       | 1,02%   |
| Всего ответов  | 488     |         |

|  |